# علی‌رضا نصر آزادانی
علی‌رضا نصر آزادانی (۳۰ آذر ۱۳۶۵ در محله آزادان اصفهان)، تکواندوکار ایرانی است که مدال طلای قهرمانی آسیا، بازی‌های آسیایی، یونیورسیاد و جام جهانی را به دست آورده‌است.
وی دانشجوی دورهٔ کارشناسی ارشد دانشگاه اصفهان بود اما در آستانهٔ بازی‌های آسیایی ۲۰۱۰ در حالی‌که در اردوی تیم ملی قرار داشت، از دانشگاه اخراج شد. او در این بازی‌های آسیایی اولین مدال طلای کاروان ورزشی ایران را کسب کرد. نصر آزادانی در رقابت‌های تکواندوی قهرمانی آسیا در سال ۲۰۱۲ هم در ویتنام طلای آسیا را گرفت.
برای بازیهای المپیک بین علیرضا نصر و محمد باقری معتمد یک نفر باید انتخاب می‌شد و معتمد به دلیل رنکینک بالاتر انتخاب شد و علیرضا نصر از بازی‌های المپیک جا ماند...